# Пфеффикон (Цюрих)

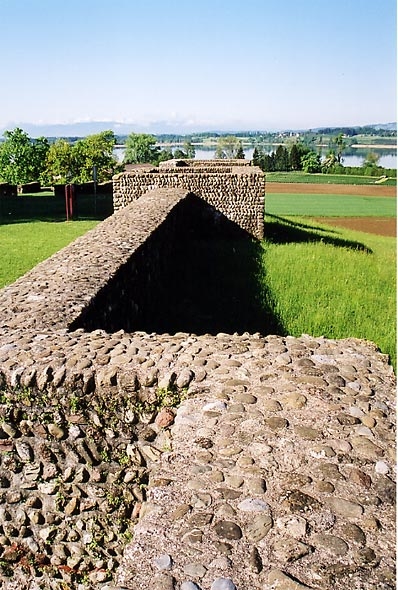
Пфеффикон

Пфеффикон (нем. Pfäffikon ZH) — коммуна в Швейцарии, в кантоне Цюрих.
Входит в состав округа Пфеффикон. Население составляет 10 109 человек (на 31 декабря 2007 года). Официальный код — 0177.

## Состав коммуны
- Иргенхаузен